# Snöbärsvecklare
Snöbärsvecklare (Eucosmomorpha albersana) är en fjärilsart som beskrevs av Jacob Hübner 1811/18. Snöbärsvecklare ingår i släktet Eucosmomorpha och familjen vecklare. Arten är reproducerande i Sverige. Inga underarter finns listade i Catalogue of Life.

## Bildgalleri

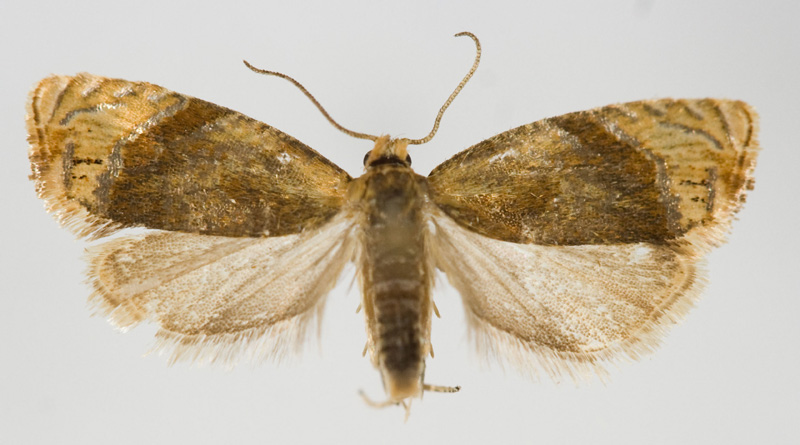